# Кулівар Віктор Павлович
Віктор Павлович Кулівар (нар. 1949 року — пом. 21 квітня 1997 року) — одеський кримінальний авторитет на прізвисько Карабас. За своє життя мав тільки одну судимість за хуліганство. Був убитий кілером в 1997 році.

## Біографія
Віктор Кулівар народився і виріс в Одесі. Його батько був військовим, але помер рано. Мати заробляла гроші для себе та ще двох дітей, прибираючи на продовольчому ринку «Привоз», тому про багате життя не могло бути й мови.
На злочинний шлях Віктор Кулівар став у шостому класі. Приблизно в цей час і відбулося його знайомство зі структурою злочинного світу. Тоді майбутній кримінальний авторитет займався пограбуваннями.
У в'язницю він потрапив у дев'ятому класі, коли вступив у бійку, за що згодом і отримав своє покарання за хуліганство. Це був перший і останній випадок, коли Кулівар потрапляв до в'язниці.
Після в'язниці Віктор Кулівар почав заробляти обмінюючи чеки, якими тоді часто розплачувалися з моряками, на гроші. За цими чеками можна було придбати товари лише в спеціалізованих магазинах, де не завжди був необхідний товар. Тому охочих до обміну, навіть по невигідному курсу, було достатньо. У цій діяльності Кулівар, небезпідставно, заробив репутацію афериста.
Віктор Кулівар не мав титулу злодія в законі. Деякі джерела стверджують, що він відмовився від коронації в законники, яку йому пропонували ще у 80-х роках, оскільки вважав, що життя за злодійськими поняттями не підходить для нього. Наприклад, за цими законами злодіям не можна одружуватися, Кулівар же був одруженим чоловіком. Він любив дітей. Взяв за дружину жінку з дитиною, виховував цю дитину, як свою рідну. Також він часто бував в оточенні зірок світового рівня і відвідував світські заходи, які зазвичай злодії не відвідують.
Після розвалу Радянського Союзу Віктор Кулівар почав займатися рекетом. Його заступництво вважалося гарантом безпеки, а брав він за нього не більше 10 % від прибутку підприємства.
В останні роки життя Віктор Кулівар встановив контроль над всім нафтовим портовим бізнесом[неавторитетне джерело].
Існує думка, що авторитет Карабаса в Одесі був настільки значущий, що в місті не відбувалося жодного пограбування без його відома. Карабас також виступав у міжнародних розбірках мафій у ролі третейського судді.

## Походження прізвиська
Існує кілька версій походження прізвиська «Карабас» у Віктора Кулівара. Одна з них говорить, що Віктор Кулівар жив над магазином «Золотий Ключик». Звідси, на думку деяких людей, і могло піти його прізвисько.
Друга версія говорить про те, що Віктор Кулівар вміло маніпулював людьми, ніби маріонетками. Це могло стати причиною його асоціації з казковим персонажем Карабасом-Барабасом.
Третя версія ґрунтується на хуліганському характері Кулівара, який проявився ще зі шкільних років. Він ображав молодших дітей, відбирав у них речі, через таку поведінку і міг отримати своє прізвисько.
Також є версія, що «Карабасом» прозвали Віктора Павловича Кулівара за його зовнішній вигляд, через контраст із його довготелесістю й худорлявістю.

## Убивство
21 квітня 1997 року Віктор Кулівар приїхав у баню на Асташкіна, куди приїжджав щопонеділка. Кілер на нього чекав там. На подвір'ї біля лазні його розстріляв із пістолета-кулемета «Скорпіон». На його тілі було декілька кульових поранень, але причиною смерті стало восьме за рахунком попадання — куля влучила в скроню. Злочин залишився не розкритий.
Деякі джерела стверджують, що Віктора Кулівара в день убивства до лазні запросив інший кримінальний авторитет.
Причин для замаху можна виділити кілька, серед них:
- спроба боротьби Віктора Кулівар за офіційну владу місті;
- спроба прокручувати великі угоди за межами Одеси та навіть країни, де він міг перейти дорогу тамтешнім кримінальним авторитетам;
- конкурентна боротьба з бандитами, які займалися рекетом;
- постановка контролю над нафтовим бізнесом у порту, за який тоді була війна[3].

Раніше міліція вже затримала одного кілера, у списку якого значився Віктор Кулівар, проте обережності це не додало в поведінці кримінального авторитета.
За однією з версій, у вбивстві могла бути замішана високопоставлена особа, можливо із великої політики або правоохоронної системи, так що розкривати це вбивство комусь може бути просто невигідно.
Джерела відзначають багатолюдні похорони колишнього кримінального авторитета. Могила Віктора Кулівара розташована на Другому християнському кладовищі в Одесі.
Біля лазні, де його розстріляли, висить меморіал з написом:
|  | Тут 21 квітня 1997 року зрадницьки був убитий Кулівар Віктор Павлович. Вічна світла пам'ять тобі, Карабас, від друзів-товаришів |

Після смерті Карабаса, його наступником став Олександр Ангерт, відомий кримінальний авторитет на прізвисько Ангел.
Незабаром після вбивства Віктора Кулівара кримінальні війни в Одесі набули іншого, більш жорстокого вигляду. Зокрема, у серпні 1997, на людному тротуарі був убитий відомий журналіст Борис Дерев'янко, а в самій Одесі значно почастішали криваві розбірки. Ці події часто пов'язують зі смертю Віктора Кулівара.